# 이창배
이창배(李昌培, 1916년 ~ 1983년)는 대한민국의 국악인으로 〈선소리 산타령〉의 명인이다. 서울에서 태어났다. 최경식, 박춘재에게 경기잡가, 서도잡가, 선소리, 민요를 배웠고, 이주환에게 가곡과 시조를 배웠다. 일제강점기에는 명창 최정식, 정득만과 함께 조선음악단 단원으로 활동했고, 1951년에는 국립 국악원 국악사로 재직하였다. 1968년에 중요 무형 문화재 〈선소리 산타령〉의 예능보유자로 인정받았다. 1969년에 중요 무형 문화재 연구원을 설립하였고, 경기민요와 서도민요 보존연구회장을 역임하는 등 〈선소리 산타령〉의 보존과 보급을 위해 애썼다. 저서로는 《가요집성》, 《한국가창대계》가 있다.